# Brian Higgins (musikproducent)
Brian Thomas Higgins, född 1966, är en brittisk musikproducent och låtskrivare. Han är känd bland annat för sitt arbete med Girls Aloud.
Higgins var 1997 med om att skriva och producera Dannii Minogues låt All I Wanna Do. Framgången med Dannii Minogue öppnade för möjligheten att vara med om att skriva Chers låt Believe.